# Palatos
Palatos  este un oraș în Grecia în prefectura Arcadia.